# Dynastin
Dynastin (engelska: Dynasty) var en amerikansk såpopera som visades på tv mellan 1981 och 1989. De två avslutande långfilmsavsnitten sändes 1991. En remake av serien kom 2017, tv-serien Dynasty.

## Om serien
Serien utspelade sig i Denver och berättade om två rivaliserande oljeföretag: Denver Carrington under ledning av Blake Carrington och ColbyCo under ledning av Alexis Carrington-Colby, som var Blakes ex-fru. När serien startade var det meningen att den skulle vara mer provokativ än konkurrenterna Dallas och Falcon Crest, genom att ha en homosexuell karaktär (Steven Carrington) och skapa såpoperornas värsta häxa någonsin (Alexis). Ett annat sätt att göra serie mer provokativ var att låta kvinnorna råka i slagsmål, till skillnad från konkurrenten Dallas där det var männen som hamnade i bråk.
Flera kontroversiella teman togs upp, som homosexualitet och incest (förhållandet mellan syskonen Fallon och Adam), vilket var helt nydanande för sin tid. Under de nio år serien gick i USA hade den höga tittarsiffror, men i Sverige visades bara säsong 1-3 under åren 1984-1986. Sista avsnittet som sändes i SVT, del 61 (av totalt 220), slutade med en cliffhanger där huvudrollsinnehavarna Krystle och Alexis var instängda i en brinnande stuga. Detta berodde på att SVT enbart ville visa en amerikansk såpopera per kanal (TV1 och TV2).
Dynastin togs bort till förmån för Dallas och Falcon Crest. Fortsättningen av serien visades på 1990-talet då tv-monopolet brutits och kommersiella TV4 sände hela serien. Serien sändes senare även på TV3, TV6 och TV4 Guld. SVT har fortfarande inte visat hela serien.

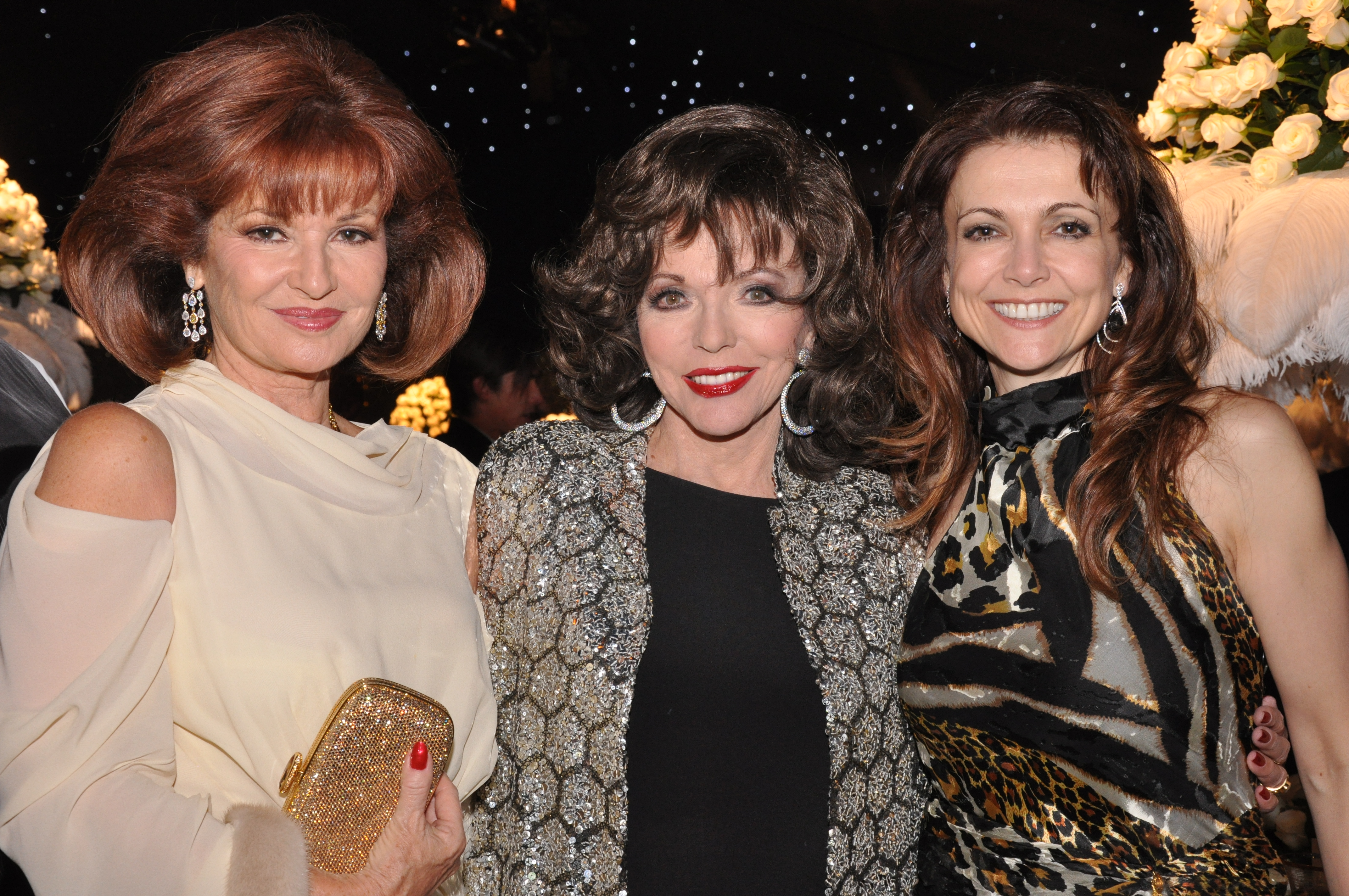
Sable (Stephanie Beacham), Alexis (Joan Collins) och Fallon (Emma Samms)
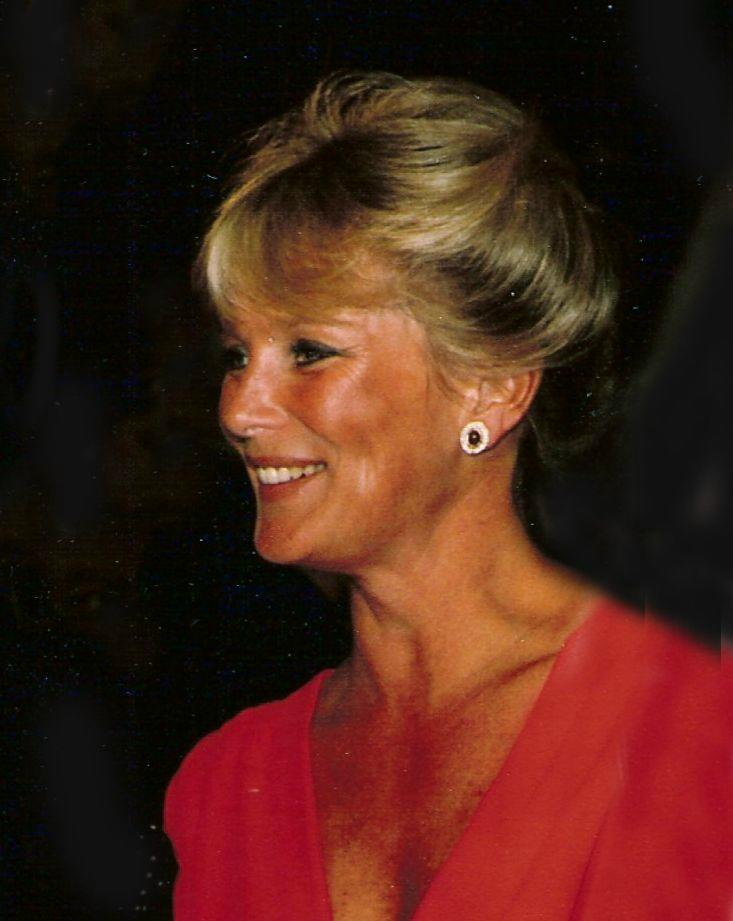
Krystle (Linda Evans)
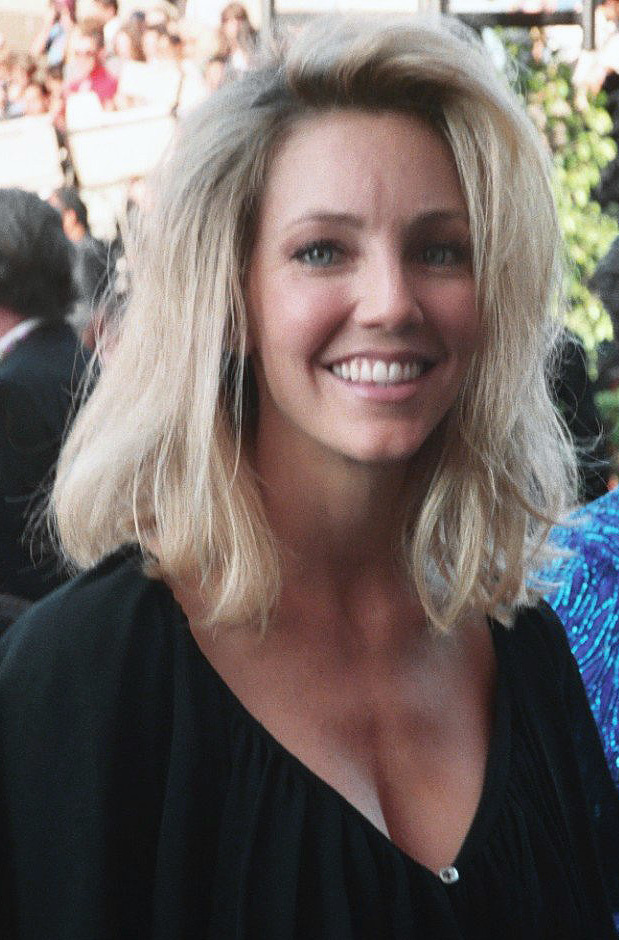
Sammy Jo (Heather Locklear)

Seriens producenter använde sig av flera brittiska skådespelerskor när de tillsatte många nya huvudroller: brittiska storstjärnan Joan Collins gjorde entré som Alexis (som visserligen också är brittiska i serien, vilket nämns i några avsnitt i säsong 2 och 3), brittiska tv-stjärnan Stephanie Beacham axlade rollen som Sabella "Sable" Colby och den unga vackra brittiska stjärnan Emma Samms fick ersätta Pamela Sue Martin som Fallon Carrington.
Dynastin har även en spinoff-serie som bygger på släkten Colby. Serien hette The Colbys och har aldrig sänts i Sverige.

## Huvudroller
- Deborah Adair - Tracy Kendall	(1983-1984)
- Stephanie Beacham - Sable Colby	(1985,1988-1989)
- Kathleen Beller - Kirby Anders Carrington Colby	(1982-1984)
- Pamela Bellwood - Claudia Blaisdel Carrington	(1981-1986)
- Helmut Berger - Peter De Vilbis	(1983-1984)
- Lee Bergere - Joseph Anders	(1981-1983)
- Lloyd Bochner - Cecil Colby	(1981-1982)
- Diahann Carroll - Dominique Deveraux	(1984-1987)
- Maxwell Caulfield - Miles Colby	(1985-1986)
- Christopher Cazenove - Benjamin "Ben" Carrington	(1986-1987)
- Karen Cellini - Amanda Carrington	(1986-1987)
- Jack Coleman - Steven Carrington	(1983-1988)
- Joan Collins - Alexis Carrington Colby	(1981-1989, 1991)
- Al Corley - Steven Carrington	(1981-1982, 1991)
- Linda Evans - Krystle Grant Jennings Carrington	(1981-1989, 1991)
- James Farentino - Nicholas "Nick" Toscanni	(1981-1982)
- John Forsythe - Blake Carrington	(1981-1989, 1991)
- Terri Garber - Leslie Carrington Saunders	(1987-1988)
- George Hamilton - Joel Abrigore	(1985-1986)
- James Healey - Sean Rowan	(1987-1988)
- Bo Hopkins - Matthew Blaisdel	(1981,1987)
- Ken Howard - Garrett Boydston	(1985-1986)
- Rock Hudson - Daniel Reece	(1984-1985)
- Leann Hunley - Dana Waring Carrington	(1986-1988)
- John James - Jeffrey "Jeff" Colby	(1981-1985, 1987-1989, 1991)
- Katy Kurtzman - Lindsay Blaisdel	(1981)
- Heather Locklear - Samantha "Sammy Jo" Dean Carrington Reece	(1981-1989)
- Ali MacGraw - lady Ashley Mitchell	(1985)
- Pamela Sue Martin - Fallon Carrington Colby	(1981-1984)
- Ted McGinley - Clayburn "Clay" Fallmont	(1986-1987)
- Ricardo Montalban - Zachary "Zach" Powers	(1986)
- Michael Nader - Farnsworth "Dex" Dexter	(1983-1989)
- Wayne Northrop - Michael Culhane	(1981,1986-1987)
- Kate O'Mara - Caress Morell	(1986)
- Catherine Oxenberg - Amanda Carrington	(1984-1986)
- Michael Praed - Prins Michael av Moldavia	(1985-1986)
- Dale Robertson - Walter Lankershim	(1981)
- Emma Samms - Fallon Carrington Colby	(1985-1989)
- Tracy Scoggins - Monica Colby	(1985,1989)
- Geoffrey Scott - Mark Jennings	(1982-1984)
- Gordon Thomson - Adam Carrington	(1982-1989)
- Billy Dee Williams - Brady Lloyd	(1984)
- Cassie Yates - Sarah Curtis	(1987)
- Charlton Heston - James Colby (1985)
- Barbara Stanwyck - Constance Colby Patterson (1985)
- Claire Yarlett - Bliss Colby (1985)

## Säsong 1
| Nr | Titel                        | Sändningsdatum USA |
| -- | ---------------------------- | ------------------ |
| 1  | Oil (Part 1)                 | 12 januari 1981    |
| 2  | Oil (Part 2)                 | 12 januari 1981    |
| 3  | Oil (Part 3)                 | 12 januari 1981    |
| 4  | The Honeymoon                | 19 januari 1981    |
| 5  | The Dinner Party             | 26 januari 1981    |
| 6  | Fallon's Wedding             | 2 februari 1981    |
| 7  | The Chauffeur Tells a Secret | 16 februari 1981   |
| 8  | The Bordello                 | 23 februari 1981   |
| 9  | Krystle's Lie                | 2 mars 1981        |
| 10 | The Necklace                 | 2 mars 1981        |
| 11 | The Beating                  | 9 mars 1981        |
| 12 | The Birthday Party           | 16 mars 1981       |
| 13 | The Separation               | 23 mars 1981       |
| 14 | Blake Goes to Jail           | 13 april 1981      |
| 15 | The Testimony                | 20 april 1981      |

## Säsong 2
| Nr | Titel                     | Sändningsdatum USA |
| -- | ------------------------- | ------------------ |
| 1  | Enter Alexis              | 4 november 1981    |
| 2  | The Verdict               | 11 november 1981   |
| 3  | Alexis' Secret            | 18 november 1981   |
| 4  | Fallon's Father           | 25 november 1981   |
| 5  | Reconciliation            | 2 december 1981    |
| 6  | Viva Las Vegas            | 9 december 1981    |
| 7  | The Miscarriage           | 16 december 1981   |
| 8  | The Mid-East Meeting      | 6 januari 1982     |
| 9  | The Psychiatrist          | 13 januari 1982    |
| 10 | Sammy Jo and Steven Marry | 20 januari 1982    |
| 11 | The Car Explosion         | 27 januari 1982    |
| 12 | Blake's Blindness         | 3 februari 1982    |
| 13 | The Hearing               | 10 februari 1982   |
| 14 | The Iago Syndrome         | 17 februari 1982   |
| 15 | The Party                 | 24 februari 1982   |
| 16 | The Baby                  | 3 mars 1982        |
| 17 | Mother and Son            | 10 mars 1982       |
| 18 | The Gun                   | 24 mars 1982       |
| 19 | The Fragment              | 7 april 1982       |
| 20 | The Shakedown             | 14 april 1982      |
| 21 | The Two Princes           | 28 april 1982      |
| 22 | The Cliff                 | 5 maj 1982         |

## Säsong 3
| Nr | Titel                | Sändningsdatum USA |
| -- | -------------------- | ------------------ |
| 1  | The Plea             | 29 september 1982  |
| 2  | The Roof             | 6 oktober 1982     |
| 3  | The Wedding          | 20 oktober 1982    |
| 4  | The Will             | 27 oktober 1982    |
| 5  | The Siblings         | 3 november 1982    |
| 6  | Mark                 | 10 november 1982   |
| 7  | Kirby                | 17 november 1982   |
| 8  | La Mirage            | 24 november 1982   |
| 9  | Acapulco             | 1 december 1982    |
| 10 | The Locket           | 8 december 1982    |
| 11 | The Search           | 15 december 1982   |
| 12 | Samantha             | 29 december 1982   |
| 13 | Danny                | 5 januari 1983     |
| 14 | Madness              | 12 januari 1983    |
| 15 | Two Flights to Haiti | 26 januari 1983    |
| 16 | The Mirror           | 4 februari 1983    |
| 17 | Battle Lines         | 16 februari 1983   |
| 18 | Reunion in Singapore | 25 februari 1983   |
| 19 | Fathers and Sons     | 3 mars 1983        |
| 20 | The Downstairs Bride | 9 mars 1983        |
| 21 | The Vote             | 16 mars 1983       |
| 22 | The Dinner           | 30 mars 1983       |
| 23 | The Threat           | 13 april 1983      |
| 24 | The Cabin            | 20 april 1983      |

## Säsong 4
| Nr | Titel               | Sändningsdatum USA |
| -- | ------------------- | ------------------ |
| 1  | The Arrest          | 28 september 1983  |
| 2  | The Bungalow        | 5 oktober 1983     |
| 3  | The Note            | 19 oktober 1983    |
| 4  | The Hearing: Part 1 | 26 oktober 1983    |
| 5  | The Hearing: Part 2 | 2 november 1983    |
| 6  | Tender Comrades     | 9 november 1983    |
| 7  | Tracy               | 16 november 1983   |
| 8  | Dex                 | 23 november 1983   |
| 9  | Peter De Vilbis     | 30 november 1983   |
| 10 | The Proposal        | 7 december 1983    |
| 11 | Carousel            | 21 december 1983   |
| 12 | The Wedding         | 28 december 1983   |
| 13 | The Ring            | 4 januari 1983     |
| 14 | Lancelot            | 11 januari 1984    |
| 15 | Seizure             | 18 januari 1984    |
| 16 | A Little Girl       | 1 februari 1984    |
| 17 | The Accident        | 22 februari 1984   |
| 18 | The Vigil           | 29 februari 1984   |
| 19 | Steps               | 7 mars 1984        |
| 20 | The Voice: Part 1   | 14 mars 1984       |
| 21 | The Voice: Part 2   | 21 mars 1984       |
| 22 | The Voice: Part 3   | 28 mars 1984       |
| 23 | Birthday            | 4 april 1984       |
| 24 | The Check           | 11 april 1984      |
| 25 | The Engagement      | 18 april 1984      |
| 26 | New Lady in Town    | 2 maj 1984         |
| 27 | The Nightmare       | 9 maj 1984         |

## Säsong 5
| Nr | Titel                   | Sändningsdatum USA |
| -- | ----------------------- | ------------------ |
| 1  | Disappearance           | 26 september 1984  |
| 2  | The Mortage             | 10 oktober 1984    |
| 3  | Fallon                  | 17 oktober 1984    |
| 4  | The Rescue              | 24 oktober 1984    |
| 5  | The Trial               | 31 oktober 1984    |
| 6  | The Verdict             | 7 november 1984    |
| 7  | Amanda                  | 14 november 1984   |
| 8  | The Secret              | 21 november 1984   |
| 9  | Domestic Intrigue       | 28 november 1984   |
| 10 | Krystina                | 5 december 1984    |
| 11 | Swept Away              | 12 december 1984   |
| 12 | That Holiday Spirit     | 19 december 1984   |
| 13 | The Avenger             | 2 januari 1985     |
| 14 | The Will                | 9 januari 1985     |
| 15 | The Treasure            | 16 januari 1985    |
| 16 | Foreign Relations       | 23 januari 1985    |
| 17 | Triangles               | 30 januari 1985    |
| 18 | The Ball                | 6 februari 1985    |
| 19 | Circumstantial Evidence | 13 februari 1985   |
| 20 | The Collapse            | 20 februari 1985   |
| 21 | Life and Death          | 27 februari 1985   |
| 22 | Parental Consent        | 6 mars 1985        |
| 23 | Photo Finish            | 13 mars 1985       |
| 24 | The Crash               | 20 mars 1985       |
| 25 | Reconciliation          | 27 mars 1985       |
| 26 | Sammy Jo                | 3 april 1985       |
| 27 | Kidnapped               | 10 april 1985      |
| 28 | The Heiress             | 8 maj 1985         |
| 29 | Royal Wedding           | 15 maj 1985        |

## Säsong 6
| Nr | Titel             | Sändningsdatum USA |
| -- | ----------------- | ------------------ |
| 1  | The Aftermath     | 25 september 1985  |
| 2  | The Homecoming    | 2 oktober 1985     |
| 3  | The Californians  | 9 oktober 1985     |
| 4  | The Man           | 16 oktober 1985    |
| 5  | The Gown          | 30 oktober 1985    |
| 6  | The Titans        | 13 november 1985   |
| 7  | The Decision      | 20 november 1985   |
| 8  | The Proposal      | 27 november 1985   |
| 9  | The Close Call    | 4 december 1985    |
| 10 | The Quarrels      | 11 december 1985   |
| 11 | The Roadhouse     | 18 december 1985   |
| 12 | The Solution      | 25 december 1985   |
| 13 | Suspicions        | 8 januari 1986     |
| 14 | The Alarm         | 15 januari 1986    |
| 15 | The Vigil         | 22 januari 1986    |
| 16 | The Accident      | 29 januari 1986    |
| 17 | Souvenirs         | 5 februari 1986    |
| 18 | The Divorce       | 12 februari 1986   |
| 19 | The Dismissal     | 19 februari 1986   |
| 20 | Ben               | 26 februari 1986   |
| 21 | Masquerade        | 5 mars 1986        |
| 22 | The Subpoenas     | 12 mars 1986       |
| 23 | The Trial: Part 1 | 19 mars 1986       |
| 24 | The Trial: Part 2 | 26 mars 1986       |
| 25 | The Vote          | 2 april 1986       |
| 26 | The Warning       | 9 april 1986       |
| 27 | The Cry           | 16 april 1986      |
| 28 | The Rescue        | 30 april 1986      |
| 29 | The Triple-Cross  | 14 maj 1986        |
| 30 | The Vendetta      | 21 maj 1986        |

## Säsong 7
| Nr | Titel                     | Sändningsdatum USA |
| -- | ------------------------- | ------------------ |
| 1  | The Victory               | 24 september 1986  |
| 2  | Sideswiped                | 1 oktober 1986     |
| 3  | Focus                     | 15 oktober 1986    |
| 4  | Reward                    | 22 oktober 1986    |
| 5  | The Arraignment           | 5 november 1986    |
| 6  | Romance                   | 12 november 1986   |
| 7  | The Mission               | 19 november 1986   |
| 8  | The Choice                | 26 november 1986   |
| 9  | The Secret                | 3 december 1986    |
| 10 | The Letter                | 10 december 1986   |
| 11 | The Ball                  | 17 december 1986   |
| 12 | Fear                      | 31 december 1986   |
| 13 | The Rig                   | 7 januari 1987     |
| 14 | A Love Remembered: Part 1 | 14 januari 1987    |
| 15 | A Love Remembered: Part 2 | 21 januari 1987    |
| 16 | The Portrait              | 28 januari 1987    |
| 17 | The Birthday              | 4 februari 1987    |
| 18 | The Test                  | 11 februari 1987   |
| 19 | The Mothers               | 25 februari 1987   |
| 20 | The Surgery               | 4 mars 1987        |
| 21 | The Garage                | 11 mars 1987       |
| 22 | The Shower                | 18 mars 1987       |
| 23 | The Dress                 | 25 mars 1987       |
| 24 | Valez                     | 1 april 1987       |
| 25 | The Sublet                | 8 april 1987       |
| 26 | The Confession            | 22 april 1987      |
| 27 | The Affair                | 29 april 1987      |
| 28 | Shadow Play               | 6 maj 1987         |

## Säsong 8
| Nr | Titel                 | Sändningsdatum USA |
| -- | --------------------- | ------------------ |
| 1  | The Seige: Part 1     | 23 september 1987  |
| 2  | The Seige: Part 2     | 30 september 1987  |
| 3  | The Aftermath         | 7 oktober 1987     |
| 4  | The Announcement      | 14 oktober 1987    |
| 5  | The Surrogate: Part 1 | 28 oktober 1987    |
| 6  | The Surrogate: Part 2 | 4 november 1987    |
| 7  | The Primary           | 18 november 1987   |
| 8  | The Testing           | 25 november 1987   |
| 9  | The Setup             | 2 december 1987    |
| 10 | The Fair              | 9 december 1987    |
| 11 | The New Moguls        | 23 december 1987   |
| 12 | The Spoiler           | 30 december 1987   |
| 13 | The Interview         | 6 januari 1988     |
| 14 | Images                | 13 januari 1988    |
| 15 | The Rifle             | 20 januari 1988    |
| 16 | The Bracelet          | 27 januari 1988    |
| 17 | The Warning           | 3 februari 1988    |
| 18 | Adam's Son            | 10 februari 1988   |
| 19 | The Scandal           | 2 mars 1988        |
| 20 | The Trial             | 9 mars 1988        |
| 21 | The Proposal          | 16 mars 1988       |
| 22 | Colorado Roulette     | 30 mars 1988       |

## Säsong 9
| Nr | Titel                       | Sändningsdatum USA |
| -- | --------------------------- | ------------------ |
| 1  | Broken Krystle              | 2 november 1988    |
| 2  | A Touch of Sable            | 10 november 1988   |
| 3  | She's Back                  | 30 november 1988   |
| 4  | Body Trouble                | 7 december 1988    |
| 5  | Alexis in Blunderland       | 14 december 1988   |
| 6  | Every Picture Tells a Story | 21 december 1988   |
| 7  | The Last Hurrah             | 4 januari 1989     |
| 8  | The Wedding                 | 11 januari 1989    |
| 9  | Ginger Snaps                | 25 januari 1989    |
| 10 | Delta Woe                   | 1 februari 1989    |
| 11 | Tankers, Cadavers to Chance | 8 februari 1989    |
| 12 | All Hands on Dex            | 15 februari 1989   |
| 13 | Virginia Reels              | 22 februari 1989   |
| 14 | House of the Falling Son    | 1 mars 1989        |
| 15 | The Son Also Rises          | 15 mars 1989       |
| 16 | Grimes and Punishment       | 22 mars 1989       |
| 17 | Sins of the Father          | 29 mars 1989       |
| 18 | Tale of the Tape            | 5 april 1989       |
| 19 | No Bones to It              | 12 april 1989      |
| 20 | Here Comes the Son          | 26 april 1989      |
| 21 | Blasts from the Pasts       | 3 maj 1989         |
| 22 | Catch 22                    | 10 maj 1989        |

## Uppföljare
| Nr | Titel         | Sändningsdatum USA |
| -- | ------------- | ------------------ |
| 1  | The Reunion 1 | 20 oktober 1991    |
| 2  | The Reunion 2 | 22 oktober 1991    |
| 3  | Dynasty       | 2017 (tv-serie)    |